# Mayridia caerulea
Mayridia caerulea är en stekelart som först beskrevs av Hayat och Krishna K. Verma 1978.  Mayridia caerulea ingår i släktet Mayridia och familjen sköldlussteklar. Inga underarter finns listade i Catalogue of Life.